# Kolaborativni znanstveni program
Kolaborativni znanstveni program je interdisciplinarni istraživački program koji provode sveučilišta i javni znanstveni instituti i koji se u pravilu sastoji od većeg broja problemski povezanih znanstvenih projekata. Predlaže ga senat sveučilišta ili znanstveno vijeće javnoga znanstvenog instituta. Senat ili znanstveno vijeće imenuje voditelja programa. Voditelj programa predlaže nacrt programa Nacionalnom vijeću za znanost. Nakon interne recenzije konačan prijedlog programa vrednuje Nacionalno vijeće za znanost koje imenuje recenzente.